# Saint-Louis-du-Nord
Saint-Louis-du-Nord (en criollo haitiano Sen Lwi dinò) es una comuna de Haití que está situada en el distrito de Saint-Louis-du-Nord, del departamento de Noroeste.

## Historia
Fundado a principios del siglo XVII, con el nombre de Les Palmistes, pasó a denominarse posteriormente, Derourvray, Tire-Lire y finalmente el actual.

## Secciones
Está formado por las secciones de:
- Rivière des Nègres (que abarca el barrio de Guichard)
- Derourvay
- Desgranges
- Rivière de Barre
- Bonneau (que abarca el barrio de Bonneau)
- Lafargue (también denominado Chamoise)

## Demografía
| Gráfica de evolución demográfica de Saint-Louis-du-Nord entre 2009 y 2015 |
|                                                                           |

Los datos demográficos contemplados en este gráfico de la comuna de Saint-Louis-du-Nord son estimaciones que se han cogido de 2009 a 2015 de la página del Instituto Haitiano de Estadística e Informática (IHSI). 